# Баишевская астана
Баи́шевская астана́ (астана Хаким-ата, мавзолей шейха Хакима, Бакырган авыл) — одно из мусульманских священных захоронений (астана), являющихся предметом культа среди сибирских татар. Находится на окраине деревни Баишевская (Баишево) Фатеевского сельского поселения Вагайского района Тюменской области, на правом берегу Иртыша.
Главная религиозная святыня мусульман Сибири. При определённых условиях посещение астаны приравнивается к совершению хаджа в Мекку.

## Описание
До 1940-х годов астана представляла собой полуразрушенный 6-угольный сруб (шестерик). В 1954 году сруб заменён новым. Около 1990 года установлено ныне существующее надмогильное сооружение.
Сегодня представляет собой 6-угольный сосновый сруб, длина грани сруба 6 м, высота сруба – 1,2 м. Пространство внутри сруба заросло мелким кустарником и травой. В 1 м от юго-восточной стороны сруба установлен металлический шест высотой около 2 м с металлическим полумесяцем на вершине, окрашенным в серебристый цвет.
Некрополь окружён деревянным забором с калиткой, диаметр ограды около 15 м. Внутри забора, с юго-восточной стороны сруба, для отдыха посетителей установлена небольшая деревянная скамья и стол из досок. В пределах ограды памятника деревья отсутствуют. К мавзолею через участок леса ведёт расчищенная дорога.
Местное население считает астаной не только некрополь Хаким-Аты, но и всё кладбище в целом. Грамота хранителя не сохранилась. Астану посещают множество паломников из Тюменской, Омской и других областей Сибири. По данным Р. Х. Рахимова, Баишевская астана вместе с Искерской получила статус объекта культурного наследия федерального значения, тем не менее официального подтверждения этой информации найти не удалось.

## История изучения
Впервые Баишевская астана попала в поле зрения науки в 1734 году, когда руководитель Академического отряда Великой Северной экспедиции Г. Ф. Миллер внёс в свои «Путевые описания Сибири» следующую запись:

Baisch-aul, под вышеуказанной деревней, у подножия восточного высокого берега, немного выше речки Шилеки. Жители живут здесь зимой, а в полутора верстах отсюда на той же стороне они имеют деревню с тем же названием, где живут летом. Здесь находятся ясачные и служилые. В полуверсте выше этой деревни находится Astuna, где погребён татарский святой.

Однако настоящий всплеск интереса к астане среди учёных произошёл после опубликования Н. Ф. Катановым в 1903 году русского перевода двух татарских рукописей под общим названием «О религиозных войнах учеников шейха Багаутдина против инородцев Западной Сибири». Рукописи излагали легенду о возникновении в Западной Сибири священных захоронений, содержали список из 30 мест с указанием имён захороненных шейхов. По состоянию на 1997 год в 17 случаях из 30 информация полностью подтвердилась. Были обнаружены и другие источники, воспроизводящие легенду с некоторыми вариациями: «Тарих», «Аслы нэсли Сала аулынынг», «Грамота хранителя Юрумской астаны», «Карагайская рукопись» (Карагайский свиток).
В 2004—2005 годах Баишевская астана наряду с некоторыми другими была паспортизирована Институтом гуманитарных исследований Тюменского государственного университета (В. Н. Адаев, И. В. Белич, Г. И. Зиннатуллина, Р. Х. Рахимов, А. П. Ярков) по заказу Комитета по охране и использованию историко-культурного наследия Тюменской области.

## Атрибуция захоронения

### Хаким-Ата
В фигуре захороненного в астане Хаким-Аты учёными распознан носивший это прозвище наиболее популярный в сибирском исламе тюркский святой Сулейман Бакыргани (1091—1186). Он являлся 4-м халифом (наместником) суфийского тариката Ясавия, считается автором сочинения «Ахыр заман китаби», исламской версии Апокалипсиса.
По преданию, рядом с захоронением Хаким-Аты находятся также могилы его родственников и близких: Хуппи-Хуча (сына), Амбар-Ана (жены), Чалялетдин-Хуча. В этих именах угадываются люди, связанные с Сулейманом Бакыргани: его сын Хубби-Ходжа (Султан-эпе), жена Анбар-Ана, а также обнаруживший могилу шейха среднеазиатский купец Джелал ад-Дин Ходжа.
Однако на статус мест захоронения всех перечисленных персонажей претендуют и другие территории. Право считаться местом погребения Сулеймана Бакыргани оспаривают Муйнакский район Узбекистана и мазар Ходжа-Бакырган на реке Ходжабакирган (Козы-Багла) близ Ходжента в Таджикистане. В качестве некрополя Султана-эпе известен комплекс в 30 км от села Таушик Тупкараганского района Мангистауской области Казахстана. Мавзолей Анбар-Ана расположен юго-западнее мавзолея её второго мужа Занги-Аты под Ташкентом. По утверждению Г. П. Снесарева, связанных с именами Хубби-Ходжи и Анбар-Ана мемориальных мест вообще много вдоль Амударьи. Могилу Джелал ад-Дина Ходжи «Хаким-Ата китаби» помещает в узбекский Акташ.
В связи с этими обстоятельствами тюменский историк А. П. Ярков считает астану псевдозахоронением Бакыргани.

### Ермак
Поскольку оспаривается утверждение о том, что в астане захоронен Сулейман Бакыргани, возникают другие кандидатуры. В частности, Кунгурская летопись (ст. 112—113) сообщает следующее о месте погребения атамана Ермака (ум. 1585): 

И нарекоша его богом, и погребоша по своему закону на Башлевском кладбище под кудрявую сосну <…> Бе бо от Ермакова тела и от платья чюдотворение: болезненным исцеление, родительницем и младенцем на отгнание недугом, на войне и в промыслех удача. Се же видя абызы и мурзы, что закон их сквернен и перестает чюдотворение, запретиша всем от мала и до велика не поминать имя Ермаково, да задлитца честь и слава, и могила его не явлена будет. Бе же видитца басурманом и доднесь во вселенские суботы огненной столп до небеси, а по простым свеща велия горяща над главою.

Вместе с тем в устье Вагая (где погиб Ермак) никогда не было деревни Башлево, священная татарская роща в этих местах одна — на окраине деревни Баишевской. Омский историк Дмитрий Фиалков на основании изучения подлинника «Хорографической чертёжной книги Сибири» Семёна Ремезова установил, что, согласно Ремезовской летописи, тело Ермака «погребено выше погоста Бекишевского на горе на мысу под большой сосной вблизи юрт Баишевых».
Проводившаяся в 1981 году экспедиция «По следам Ермака», организованная совместно Уральским государственным университетом, Нижнетагильским педагогическим институтом и Тагильским краеведческим музеем, обследовала как Баишевское, так и Бегишевское кладбища. Следов курганной насыпи ни на одном из них не обнаружено, местные жители о местонахождении могилы Ермака не осведомлены. Таким образом, кроме летописных указаний, других подтверждений нахождения в Баишево захоронения знаменитого атамана не имеется.
Тем не менее астану посещают не только мусульмане, но и православные, подозревая, что здесь в качестве татарского святого покоится Ермак, погребённый по мусульманскому обычаю.

## Почитание

### Хадж
Рукописи «О религиозных войнах учеников шейха Багаутдина против инородцев Западной Сибири» и «Карагайский свиток» об этом обстоятельстве не упоминают, но «Грамота хранителя Юрумской астаны» гласит:

В Баише могила Хаким шейха газиза. Меккинские мужавиры говорили, кто посещает могилу Хаким хазрата, тот получит уважение паломника в Мекку.

В любом случае учёные неоднократно слышали об этом факте от различных информаторов. Встречаются только разночтения о необходимом числе посещений астаны, которое приравнивается к хаджу. Чаще всего упоминаются 7 посещений, однако некоторые информаторы называли и однократное посещение. А. П. Ярков связывает возникновение обычая с дальностью расстояний от Сибири до Мекки; благодаря подобным адаптациям канонов ислама к местной специфике данная религия смогла укорениться здесь на многие века.

### Сверхъестественные свойства
По сведениям Р. Х. Рахимова, Баишевской астане приписывается способность излечивать глазные болезни, заболевания нервной системы и психические расстройства.